# Сон Нак Ун
У цьому корейському імені прізвище (Сон) стоїть перед особовим ім'ям.
Сон Нак Ун (кор. 성낙운, 2 лютого 1926 — 28 травня 1997, Сеул) — південнокорейський футболіст, що грав на позиції нападника за «Клуб Армії Сеула», а також національну збірну Південної Кореї.
Переможець Кубку Азії.

## Клубна кар'єра
У футболі відомий виступами за команду «Клуб Армії Сеула», кольори якої і захищав протягом усієї своєї кар'єри гравця, що тривала жодного років. 
| Дата      | Місто   | Господарі      | Результат | Гості             | Турнір                    | Голи | Примітки |
| --------- | ------- | -------------- | --------- | ----------------- | ------------------------- | ---- | -------- |
| 7-3-1954  | Токіо   | Японія         | 1 – 5     | Південна Корея    | Відбір до ЧС 1954         | 1    |          |
| 14-3-1954 | Токіо   | Південна Корея | 2 – 2     | Японія            | Відбір до ЧС 1954         | -    |          |
| 2-5-1954  | Маніла  | Гонконг        | 3 – 3     | Південна Корея    | Азійські ігри 1954        | 1    |          |
| 4-5-1954  | Маніла  | Південна Корея | 8 – 2     | Афганістан        | Азійські ігри 1954        | 4    |          |
| 7-5-1954  | Маніла  | Бірма          | 2 – 2     | Південна Корея    | Азійські ігри 1954        | -    |          |
| 8-5-1954  | Маніла  | Тайвань        | 5 – 2     | Південна Корея    | Азійські ігри 1954        | -    |          |
| 17-6-1954 | Цюрих   | Угорщина       | 9 – 0     | Південна Корея    | ЧС 1954 - 1-й етап        | -    |          |
| 25-2-1956 | Маніла  | Філіппіни      | 0 – 2     | Південна Корея    | Відбір до Кубка Азії 1956 | 1    |          |
| 26-8-1956 | Сеул    | Південна Корея | 2 – 0     | Тайвань           | Відбір до Кубка Азії 1956 | -    |          |
| 2-9-1956  | Тайбей  | Тайвань        | 1 – 2     | Південна Корея    | Відбір до Кубка Азії 1956 | -    |          |
| 6-9-1956  | Гонконг | Південна Корея | 2 – 2     | Гонконг           | Кубок Азії 1956           | 1    |          |
| 8-9-1956  | Гонконг | Ізраїль        | 1 – 2     | Південна Корея    | Кубок Азії 1956           | 1    |          |
| 15-9-1956 | Гонконг | Південна Корея | 5 – 3     | Південний В'єтнам | Кубок Азії 1956           | 1    |          |
| 18-2-1958 | Гонконг | Гонконг        | 3 – 2     | Південна Корея    | товариський матч          | -    |          |
| 26-5-1958 | Токіо   | Південна Корея | 2 – 1     | Сінгапур          | Азійські ігри 1958        | -    |          |
| 30-5-1958 | Токіо   | Південна Корея | 3 – 1     | Південний В'єтнам | Азійські ігри 1958        | 1    |          |
| 1-6-1958  | Токіо   | Тайвань        | 3 – 2     | Південна Корея    | Азійські ігри 1958        | -    |          |
| Усього    |         | Матчів         | 17        |                   | Голів                     | 11   |          |

Помер 28 травня 1997 року на 72-му році життя у місті Сеул.

## Титули і досягнення
- Срібний призер Азійських ігор: 1954, 1958
- Чемпіон Азії: Південна Корея: 1956